# Линарес Родригес, Андреу
Андреу Линарес Родригес (исп. Andreu Linares Rodríguez; 24 февраля 1975, Барселона, Испания), более известный как просто Андреу — испанский игрок в мини-футбол.

## Биография
Андреу начинал карьеру в «Барселоне» из родного города, затем играл в «КЛМ Талавера», а в 2000 году перешёл в «Плайас де Кастельон». За один сезон в составе этого клуба он выиграл испанский чемпионат и Турнир Европейских Чемпионов. Затем он отыграл сезон в «Миро Марторель», после чего перешёл в «Бумеранг Интервью», с которым и выиграл большинство трофеев своей карьеры. Андреу четырежды выигрывал в составе «Интервью» испанское первенство, трижды брал кубок, четырежды — суперкубок, а на международной арене дважды выигрывал Кубок УЕФА по мини-футболу и пять раз — Межконтинентальный кубок. В 2008 году Андреу перешёл в «Каха Сеговия», где в 2010 году и завершил свою карьеру.
В составе сборной Испании по мини-футболу Андреу стал чемпионом мира 2004 года и двукратным чемпионом Европы по мини-футболу (2005 и 2007). Он внёс большой вклад в эти победы, в частности открыл счёт в финале ЧЕ-2005 против сборной России.

## Достижения
- Чемпион мира по мини-футболу 2004
- Серебряный призёр чемпионата мира по мини-футболу 2008
- Чемпион Европы по мини-футболу (2): 2005, 2007
- Серебряный призёр чемпионата Европы по мини-футболу 1999
- Обладатель Кубка УЕФА по мини-футболу (2): 2003/04, 2005/06
- Победитель Турнира Европейских Чемпионов 2000/01
- Обладатель Межконтинентального кубка (4): 2005, 2006, 2007, 2008
- Чемпион Испании по мини-футболу (5): 2000/01, 2002/03, 2003/04, 2004/05, 2007/08
- Обладатель Кубка Испании по мини-футболу (3): 2003/04, 2004/05, 2006/07
- Суперкубок Испании по мини-футболу (4): 2002/03, 2003/04, 2005/06, 2007/08
- Кубок обладателей кубков по мини-футболу 2008